# Dieudonné Gnammankou
Œuvres principales
Abraham Hanibal, l’aïeul noir de Pouchkine (1996)
Pouchkine et le monde noir (2000)
Les Africains et leurs descendants en Europe avant le XXe siècle (et Yao Modzinou 2008)
Abraham Hanibal: Prince of Logone, Pushkin's african ancestor (et Edyth Watt 2015)
Dieudonné Gnammankou, né en 1963, est un historien, traducteur, auteur, conférencier et éditeur béninois.

## Études et travaux
Gnammankou est né en 1963 en Cote d'Ivoire. Il poursuit ses études dans l'ex-Union soviétique, où il obtient son diplôme à l'université de l'Amitié des peuples de Moscou.
Les travaux de Gnammankou portent sur les sciences humaines et naturelles au sujet de l'Afrique et de ses habitants  et l'histoire de la diaspora africaine.
En 1996, il publie une biographie séminale du chef militaire russe Abram Petrovitch Gannibal. La traduction russe de cet ouvrage coïncide avec le bicentenaire de la naissance de l'écrivain Alexandre Pouchkine, l'arrière-petit-fils d'Hanibal. Les recherches de Gnammankou ont établi de manière concluante qu'Abraham Hanibal est né à Logone-Birni, en Afrique centrale, dans une région bordant le lac Tchad, aujourd'hui le Cameroun.